# سيتوكروم 2D6
سيتوكروم 2دي6 (بالإنجليزية: CYP2D6) ويسمى احيانا بأنزيم الكبد هو انزيم لعائلة انزيمات سيتوكروم بي450 في البشر، وشيفرته المختصرة هي ( CYP2D6 ) . وموقعه في المقام الأول في الكبد.

## الوظيفة
CYP2D6و عضوا في سيتوكروم بي450 أكسيداز ، ويعتبر واحدة أهم الإنزيمات التي تشارك في عملية التمثيل الغذائي لل الاكسيوبيوتك في الجسم. على وجه الخصوص، وهو المسؤول عن عملية التمثيل الغذائي والقضاء على ما يقرب من 25٪ من الأدوية المستخدمة سريريا.
أن CYP3A مسؤول عن استقلاب الكثير من الأدوية من ضمنها البنزوديازيبينات(المهدئات) أدوية الإيدز- مضادات الهسيتامين- مضادات مستقبلات الكالسيوم.

## في الأدوية
بالرغم من أن أنزيم CYP2D6 هو متعدد الأشكال في توزيعه ونشاطه إلا أنه استقلابه للأدوية قد يختلف من شخص إلى آخر.
وCYP2D6 يقوم بإستقلاب العديد من الأدوية القلبية والعصبية من ضمنها الكودئين ومضادات الاكتئاب الثلاثية الحلقة وغيرها ولدى دراسة CYP2D6 ساعدت هذه الدراسة على فهم لماذا عندما يترافق الكودئين مع دواء آخر يخف التأثير المسكن للكوديين عند بعض البشر.
إذ وجد أن 70% من الناس البيض يغيب عندهم هذا الأنزيم مما يؤدي إلى عجز واستقلاب الكوديين الأمر الذي يؤدي إلى غياب تأثيراته المسكنة للألم.
ولوحظ أيضاً أن أنزيم CYP2C19 يغيب عند نسبة عالية من الآسيويين حوالي (20-30%) منهم وهذا الأنزيم يقوم باستقلاب العديد من الأدوية المضادة للاضطرابات العصبية.كما أن أنزيم CYP1A2 مسؤول عن استقلاب العديد من الأدوية الهامة مثل اليتوفيللين- اميبرامين _بروبانول_ كلوزابين أن تدخين التبغ يحث على تأثير هذا الأنزيم لذلك فإن استقلاب هذه الأدوية يتسرع عند التدخين.
إن المرضى الذين يعالجون بالوارفارين وتم إعطائهم ريفاميسين هؤلاء المرضى يجب زيادة جرعة الوارفارين ليكون تأثيره كمانع للتخثر يعطي نتيجة مقبولة.

## الجينات
ويقع هذا الجين بالقرب من اثنين من السيتوكروم P450 الخادعة على الكروموسوم 22q13.1. بدلا من ذلك تقسم المتغيرات نص ترميز مختلفة الأشكال الإسوية تم العثور على هذا الجين.

## الأساس الجيني للتقلب
الأساس الجيني للتقلبات واسعة وبعضها نشط وبعضها طبيعي وبعضها معدوم أو ضعيف النشاط، وكلها تقع على الصبغي 22 . ونشاطها يعتمد على متغيرات أليل.
| CYP2D6 CYP2D6 أنزيم أليل وأنزيمات اخرى ناشطة |               |
| أليل                                         | CYP2D6 الناشط |
| CYP2D6*1                                     | نشاط طبيعي    |
| CYP2D6*2                                     | نشاط زائد     |
| CYP2D6*3                                     | لا يوجد نشاط  |
| CYP2D6*4                                     | لا يوجد نشاط  |
| CYP2D6*5                                     | لا يوجد نشاط  |
| CYP2D6*9                                     | نشاط منخفض    |
| CYP2D6*10                                    | نشاط منخفض    |
| CYP2D6*17                                    | نشاط منخفض    |

## وصلات اضافية
- Flockhart Lab Cyp2D6 Substrates Page نسخة محفوظة 26 فبراير 2009 على موقع واي باك مشين. at جامعة إنديانا - جامعة بوردو إنديانابوليس
- PharmGKB: Annotated PGx Gene Information for CYP2D6